# TRY UNITE!/Hello!
「TRY UNITE!／Hello!」（トライ・ユナイト!／ハロー!）は、中島愛の6枚目のシングル。2012年2月1日にFlyingDogから発売された。

## 解説
前作「神様のいたずら」から約4ヶ月ぶりのリリースであり、2012年1作目、自身初の両A面となるシングル。「TRY UNITE!」、「Hello!」は、テレビアニメ『輪廻のラグランジェ』のオープニングテーマとエンディングテーマとしてそれぞれ使用された。初回限定盤には特典としてオリジナルフォトカード4種のうちの1枚がランダムで封入されている。
「TRY UNITE!」のプロデュースは、スウェーデン出身のハウスプロデューサー・DJであるラスマス・フェイバーが担当した。これまで、自身の企画アルバム『プラチナ・ジャズ 』シリーズで日本のアニメソングをカヴァーしており、中島の過去作「星間飛行」を演奏するライブ映像が話題になったこともある。日本アニメの主題歌を手掛けるのは初めてだが、双方のラブコールにより今回のコラボレーションが実現した。
また、3曲目の「パンプキンケーキ」では野宮真貴がコーラスを担当している。
アニメ本編のヒロインが高校で「ジャージ部」を主宰しているという設定にちなみ、ジャケット写真では青いジャージにミニスカートというコーディネイトを披露している。プロモーションビデオでは風が功を奏し、良質な髪の靡きを演出している。

### 主な記録
初動売上は0.8万枚を記録し、前作「神様のいたずら」で記録した0.4万枚を4000枚上回った。オリコンデイリーシングルチャートでは、1月31日付で9位、2月1日付で10位と2日連続でデイリートップ10入りを維持したものの、週間では10位の作品に345枚届かず、初のトップ10入りはならなかったが、2012年2月13日付のオリコン週間シングルチャートで11位を獲得し、自己最高位を更新した。
2012年2月13日付のビルボードチャートでは、Billboard JAPAN HOT 100で38位、Billboard JAPAN Hot Singles Salesで111位、Billboard Hot Animationで2位を獲得した。
2012年1月30日から2月5日調査分のサウンドスキャンの週間シングルCDソフトTOP20で12位、2012年2月4日付のFRIDAY SUPER COUNTDOWN 50では33位をそれぞれ獲得した。

## 収録曲
1. TRY UNITE! [4:21][9]
作詞：サエキけんぞう、作曲・編曲：Rasmus Faber
スペイシーなハウスチューン[2]。
  - テレビアニメ『輪廻のラグランジェ』オープニングテーマ
  - KBS京都テレビ「食農教育特別番組」テーマ曲（2012年11月24日、2013年12月1日、2014年11月29日）
2. Hello! [4:39][9]
作詞・作曲・編曲・プロデュース：北川勝利、ストリングス編曲：長谷泰宏
ガールポップ色全開のキラーチューンに仕上がっている[2]。
  - テレビアニメ『輪廻のラグランジェ』エンディングテーマ
  - RKBテレビ「今日感テレビ」テーマ曲（2012年4月 -）
3. TRY UNITE! -Rasmeg Duo- [3:41][9]
アコースティックピアノで演奏されたもの。
4. パンプキンケーキ [4:21][9]
作詞・作曲：矢吹香那、編曲：鈴木智文
5. TRY UNITE! -Instrumental-
6. Hello! -Instrumental-

DVD（初回限定盤のみ)
1. TRY UNITE!（Music Clip）

## 収録アルバム
| 曲名       | 収録アルバム    | 発売日       | 備考                  |
| ---------- | --------------- | ------------ | --------------------- |
| TRY UNITE! | 『Be With You』 | 2012年3月7日 | 2ndオリジナルアルバム |
| Hello!     | 『Be With You』 | 2012年3月7日 | 2ndオリジナルアルバム |